# Пекельник (Малопольське воєводство)
Пекельник (пол. Piekielnik) — село в Польщі, у гміні Чорний Дунаєць Новотарзького повіту Малопольського воєводства.
Населення — 2401 особа (2011).

## Демографія
Демографічна структура станом на 31 березня 2011 року:
|          | Загалом | Допрацездатний вік | Працездатний вік | Постпрацездатний вік |
| -------- | ------- | ------------------ | ---------------- | -------------------- |
| Чоловіки | 1187    | 319                | 764              | 104                  |
| Жінки    | 1214    | 313                | 687              | 214                  |
| Разом    | 2401    | 632                | 1451             | 318                  |